# Uracanthus fuscocinereus
Uracanthus fuscocinereus là một loài bọ cánh cứng trong họ Cerambycidae.